# Niemenpää
Niemenpää är en udde i Finland.   Den ligger i den ekonomiska regionen  Åbo ekonomiska region  och landskapet Egentliga Finland, i den sydvästra delen av landet, 170 km väster om huvudstaden Helsingfors. Niemenpää ligger på ön Rimito.
Terrängen inåt land är mycket platt. Havet är nära Niemenpää västerut. Runt Niemenpää är det glesbefolkat, med 14 invånare per kvadratkilometer. Närmaste större samhälle är Nådendal, 13,7 km öster om Niemenpää. 